# Catalán ribagorzano

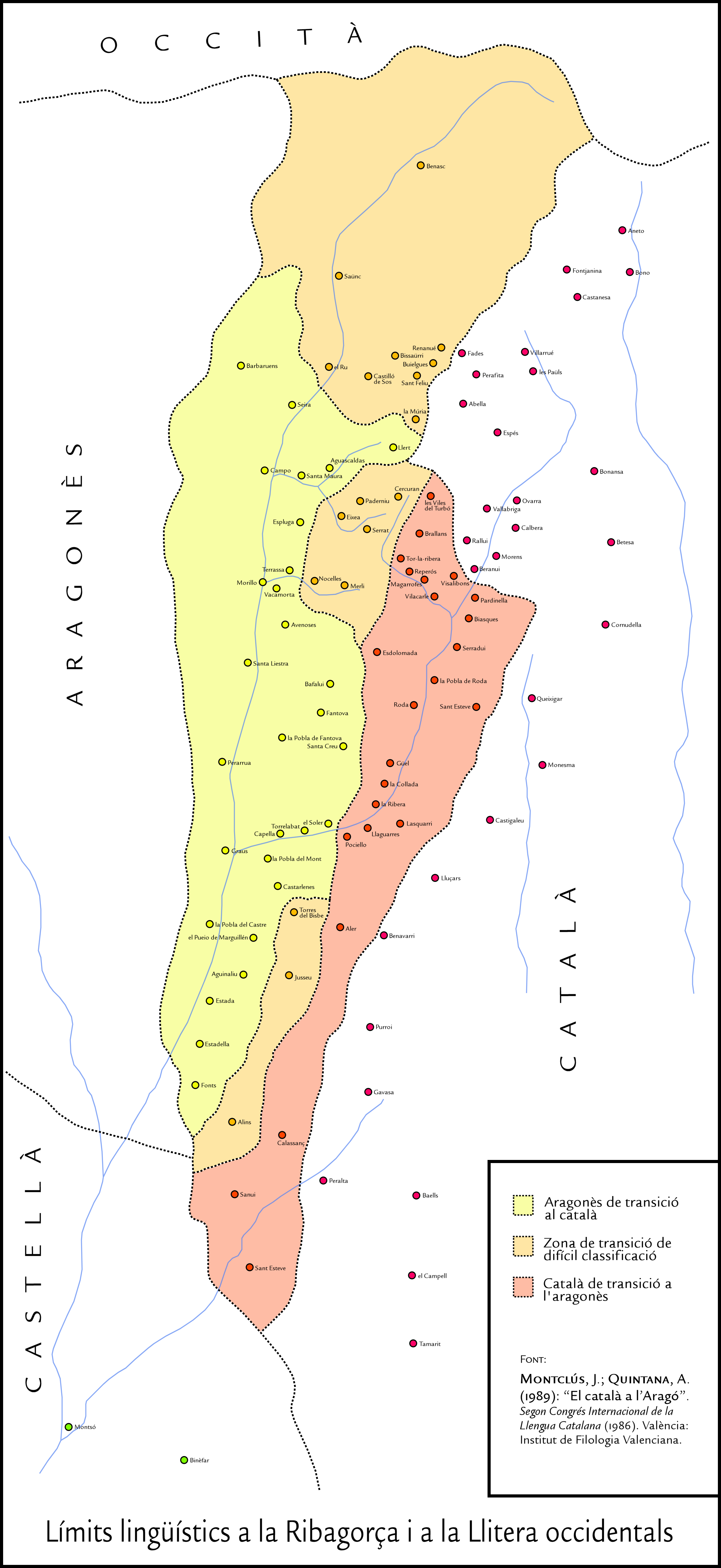
Las hablas de transición ribagorzanas y su extensión local (según J. Montclús i A. Quintana el 1989).

El catalán ribagorzano (català ribagorçà en esta lengua) es un dialecto catalán constitutivo hablado en las comarcas de la Ribagorza (valles de los ríos Isábena y Noguera Ribagorzana) y de la Litera. Limita al sur con el fragatino, que tiene características mixtas entre el catalán leridano y el ribagorzano. El catalán ribagorzano forma parte de un conjunto de hablas de transición del catalán hacia el aragonés.

## Historia
Los reyes aragoneses, que disponían de los dominios del Condado de Ribagorza en la ribera del río Isábena, de lengua catalana, conquistaron su territorio siguiendo las orillas de los ríos Ésera y Cinca en pueblos que incorporaron el aragonés como lengua.
A su vez, los condes de Barcelona y Urgel sobre el 1056 conquistaron la ribera del Noguera Ribagorzana. Más tarde los condes de Urgel y la Orden del Temple conquistaron la Litera, estableciendo la frontera máxima del catalán en Aragón.

## Características
Algunas características del ribagorzano son:

### Fonética

#### Vocalismo tónico
- La terminación -er enmudece la -r-.

Común con: catalán noroccidental.
- - Carrer pronunciado "carré".
- Muchas palabras comenzadas por O se pronuncian con el diptongo AU.
  - Auvella (en vez de ovella), aurella (en vez de orella).

#### eabierta y cerrada
Hay casos en que el ribagorzano tiene e abierta y en catalán nordoccidental tiene e cerrada para esa misma palabra.
Común con: catalán noroccidental.
- Casos que derivan de la e corta latina: 
  - Posesivos meu, teu, seu (en español: mi, tu, su).
  - Herba: se encuentra con e abierta en Benabarre, Aler, Gabasa, Serraduy y en las hablas de Juseu-Torres.
  - Pedra: en Laspaúles, La Puebla de Roda, Bohí, Senet, Vilaller, Bono, Piedrafita, Serraduy, Lascuarre, Gabasa, Aler y Juseu-Torres.
  - Festa: en Pont de Suert, Bono, Vilarrué, Piedrafita, Serraduy, Roda de Isábena, Aler, Torres, Gabasa.
- Casos que derivan de la e larga e i corta latinas:
  - Neu: en Tamarite de Litera, La Puebla de Roda, Laspaúles, Piedrafita, Sopeira, Benabarre, Gabasa, Albelda.
  - Negro: en Torres, con e abierta y en lugar de negre, que tiene e corta en catalán general.
- Sufijos -ero:
  - Cordè, fornè en lugar de las pronunciaciones más generales de forné y cordé.

#### Consonantismo
- La palatalización de la lateral de los grupos oclusivos latinos CL, GL, FL, PL y BL.
  - Cllau (en vez de clau), bllat (en vez de blat), flló (en vez de flor), pllorà (en vez de plorà), illesia (en vez de iglesia), fllama (en vez de flama). El catalán normativo no posee este rasgo.
- El grupo -GL- puede perder el elemento oclusivo después de la palatalización.
  - Llera (en vez de glera).
  - Otros grupos consonánticos: parllà (en vez de parlar) o Sarllè (topónimo autóctono de Cerler).
- La sibilante palatal [ʃ] se pronuncia africada [tʃ] como una tx catalana (ch en español), excepto cuando aparece entre vocales detrás de una i.
  - Caixa, baixar...
  - La s sonora catalana se ensordece en s sorda en parte de la comarca.
  - Casa y Cosí se pronuncian como Cassa y Cossí.
- Algunas j e ig se pronuncian [j] i consonántica, como en el pallarés, pero no ocurre siempre. También hay casos en que se ha hecho muda.
  - Maió en vez de major, mai en vez de maig...
  - No ocurre en: mig, raig...
  - Muda: barrear, festear...
- Exceptuando el habla de Arén, el fonema palatal fricativo sonoro g y j del catalán se transforman en fonema prepalatal africativo sordo [tʃ], el mismo que la ch aragonesa y castellana. También hay excepciones.
  - Txel en vez de xel, Txuan en vez de Joan, chove en lugar de jove, chermà en lugar de germà...
  - Excepciones: regidor, origen, auge, pluja y las terminaciones en -gia (geologia, espeleologia, etc.).
- El grupo latín -CT- (-KT-) mantiene la i todavía en algunas palabras:
  - En parte de la Ribagorza lleit (en español: leche), como en gran parte del catalán occidental (hablas de Andorra, Pallars y Matarraña llegando hasta Los Puertos de Morella).
  - Pleit, guareit como en el Matarraña.
  - Treit, feit, como en maellano y parte del pallarés.

### Ejemplo
Un home més tinive que dos fills. Lo més txove lei va dí a son pare: "Ia é hora que sigue'l mon propi amo i que tinga quartos: fa falta que puga nà-me'n a vere món. Repartisqui'ls seus béns i dónegue'm lo que'm toque". "Ai, fill meu", va dí'l pare, "coma vulgues, es dolent i seràs castigat". I després va aurí un caixó, va partí'ls seus béns i'n va fé dos parts. Uns dies després, lo dolent se'n va nà del poble molt content i sense dí adéu a dingú. Va travessà moltes terres ermes, molts boscos i molts rius, i va'arribà a una gran ciutat on si va gastà tos los quartos.

Este texto está escrito en ribagorzano oriental. El occidental cambia las terminaciones en -as en lugar de -es y añadiendo la LL después de las consonantes cuando hay una L. El meridional es igual que el occidental pero sin la LL después de las consonantes. Todo esto está explicado en el apartado Morfología.

### Morfología

#### Morfología nominal
- El sistema de demostrativos conserva la forma medieval plena del artículo determinado masculino: lo y los o es. Cuando se hace sinalefa con la vocal anterior, pasan a el a els, y se pronuncian  'l y  'ls o  's.
  - Aquí: isto ista istos istes.
  - Allí: ixo, ixa, ixos, ixes.
  - En el dialecto occidental y meridional aparecen plurales femeninos en -as, en lugar de -es.

#### Morfología verbal
Conjugación general:
- Se conjugan de forma incoativa todos los verbos de la tercera conjugación y, como es propio del bloque occidental, el incoativo es ix o isc, pero con la particularidad de que ix se pronuncia despalatalizada [is] y no [iʃ].

Indicativo:
- Presente
  - Como es propio del dialecto noroccidental, en los dialectos ribagorzanos central y oriental la terminación en -a de las terceras personas del singular del presente de indicativo, del imperfeto de indicativo y del condicional se pronuncia [e]. Sin embargo, en el occidental sigue la forma del castellano.
    - Ell parle, parlave, parlarie.
- Pasado imperfecto
  - Los verbos acabados en -ia en el catalán estándar, aquí acaban en -iba.
    - Sentiba en lugar de sentia.

  - Preserva la -v- (pronunciada [β] com es esperable en un dialecto betacista) en las terminaciones de los pasados imperfectos de los verbos de las tres terminaciones (como en el pallarés o en el alguerés).
    - Jo parlava o parlave, jo temiva o temive, jo partiva o partive.

Subjuntivo:
- Presente y pasado
  - Sigue el modelo del bloque occidental por el que forma el presente de subjuntivo, pero con una variación, y el pasado imperfecto de subjuntivo.
    - Presente de subjuntivo: parle o pàrlegue, parles o pàrlegues, parle o pàrlegue, parlem, parleu, parlen.
    - Pasado imperfecto de subjuntivo: parlés, parlesses, parlés, parléssem, parlésseu, parlessen.

## Verbos
Nar (español: ir)
- Presente de indicativo: 
  - Io vai
  - Tu vas
  - Ell va
  - Natres nem
  - Vatres neu
  - Ells van

Ser
- Presente de indicativo: 
  - Io sóc
  - Tu es
  - Ell é
  - Natres som
  - Vatres sou
  - Ells són

- Imperfecto: 
  - Io ere
  - Tu eres
  - Ell ere
  - Natres èrom
  - Vatres èreu
  - Ells eren

Haver (español: haber)
- Imperfecto: 
  - Io here
  - Tu heres
  - Ell here
  - Natres hèrom
  - Vatres hèreu
  - Ells heren

## Léxico
Hay un parte del léxico común entre el catalán occidental o nordoccidental y el aragonés general o, específicamente, el aragonés centro-oriental y aragonés oriental,
Hay casos de coincidencias del léxico aragonés con el específicamente ribagorzano y es difícil decir si es un aragonesismo o si es una isoglosa común. Es el caso de navada, que en aragonés es navata.

## Ejemplo de catalán ribagorzano
- Ribagorzano (occidental)

Pare nostre, qu'asteu al cel:

Sigue santificat lo vostre nom.

Ving'a natres lo vostre regne.

Faigue's senyor la vostra voluntat,

aixit a la terra com si fa'l cel.

Lo nostre pa 'cada dia,

dau-nos, Senyor, lo dia d'ui.

I perdoneu las nostras culpas,

aixit com natres perdonam as nostres deutós.

I no permetegueu pas que natres caigam an la tentació,

ans deslliureu-nos de quansivol mal.

Amén.

- Catalán

Pare nostre, que esteu en el cel:

Sigui santificat el vostre nom.

Vingui a nosaltres el vostre regne.

Faci's senyor la vostra voluntat,

així a la terra com es fa en el cel.

El nostre pa de cada dia,

doneu-nos, Senyor, el dia d'avui.

I perdoneu les nostres culpes,

així com nosaltres perdonem els nostres deutors.

I no permeteu que nosaltres caiguem a la temptació,

ans deslliureu-nos de qualsevol mal.

Amén.

- Español

Padre nuestro, que estás en el cielo:

Santificado sea tu nombre.

Venga a nosotros tu reino.

Hágase tu voluntad,

aquí en la tierra como en el cielo.

Danos hoy nuestro pan de cada día.

Y perdona nuestras ofensas,

así como nosotros perdonamos a los que nos ofenden.

Y no nos dejes caer en la tentación,

y líbranos del mal.

Amén.

## Variedades
- Habla del valle de Bohí
- Hablas del valle de Barrabés
  - Habla de Sopeira
- Hablas del valle del Baliera
  - Habla de Bonansa
  - Habla de Noales
  - Habla de Castanesa
- Habla del Alto Isábena
- Hablas de la Ribagorza media-central y Bajo Isábena
  - Habla de Calvera-Las Farrerías
  - Habla de Serraduy
  - Habla de La Ribera
  - Habla de Roda de Isábena
  - Habla de Güel-Pueyo
  - Habla de Laguarres
- Hablas de la Baja Ribagorza central 
  - Habla de Aler
  - Parla de Azanuy
  - Habla de San Esteban de Litera
- Hablas de la Baja Ribagorza oriental
  - Habla de Benabarre
  - Habla de Arén
- Hablas del centro, sur y este de la Litera

## El caso del benasqués
El benasqués es el dialecto hablado en el valle de Benasque, en la ribera alta del río Ésera, hasta El Run (según Ángel Ballarín Cornel). Comparte algunos rasgos del ribagorzano y es un habla de transición entre el aragonés, el catalán, y el gascón.
Su inclusión dentro de las variedades aragonesas o catalanas es bastante discutida. Algunos filólogos optan por catalogarlo como una microlengua.